# Krasna, Teceu
Krasna (în ucraineană Красна) este o comună în raionul Teceu, regiunea Transcarpatia, Ucraina, formată numai din satul de reședință.

## Demografie
Componența lingvistică a comunei Krasna
     Ucraineană (99,34%)
     Alte limbi (0,66%)
Conform recensământului din 2001, majoritatea populației comunei Krasna era vorbitoare de ucraineană (99,34%), existând în minoritate și vorbitori de alte limbi.